# برينت بيترسون (لاعب هوكي الجليد)
برينت بيترسون (بالإنجليزية: Brent Peterson)‏ هو لاعب هوكي الجليد أمريكي، ولد في 20 يوليو 1972 في كالغاري في كندا.

## وصلات خارجية
- برينت بيترسون على موقع دوري الهوكي الوطني (الإنجليزية)
- برينت بيترسون على موقع EliteProspects.com (الإنجليزية)
- برينت بيترسون على موقع HockeyDB.com (الإنجليزية)
- برينت بيترسون على موقع Hockey-Reference.com (الإنجليزية)